# Jean-Pierre Defrance
Pour les articles homonymes, voir Defrance.
Jean-Pierre Defrance est un sculpteur et architecte français né à Rouen le 8 décembre 1694, et mort dans la même ville, le 22 mars 1768.
Defrance est principalement connu pour ses nombreuses interventions dans les anciennes églises de Rouen et pour sa contribution au décor de l’un de ses monuments emblématiques : la fontaine du Gros-Horloge.

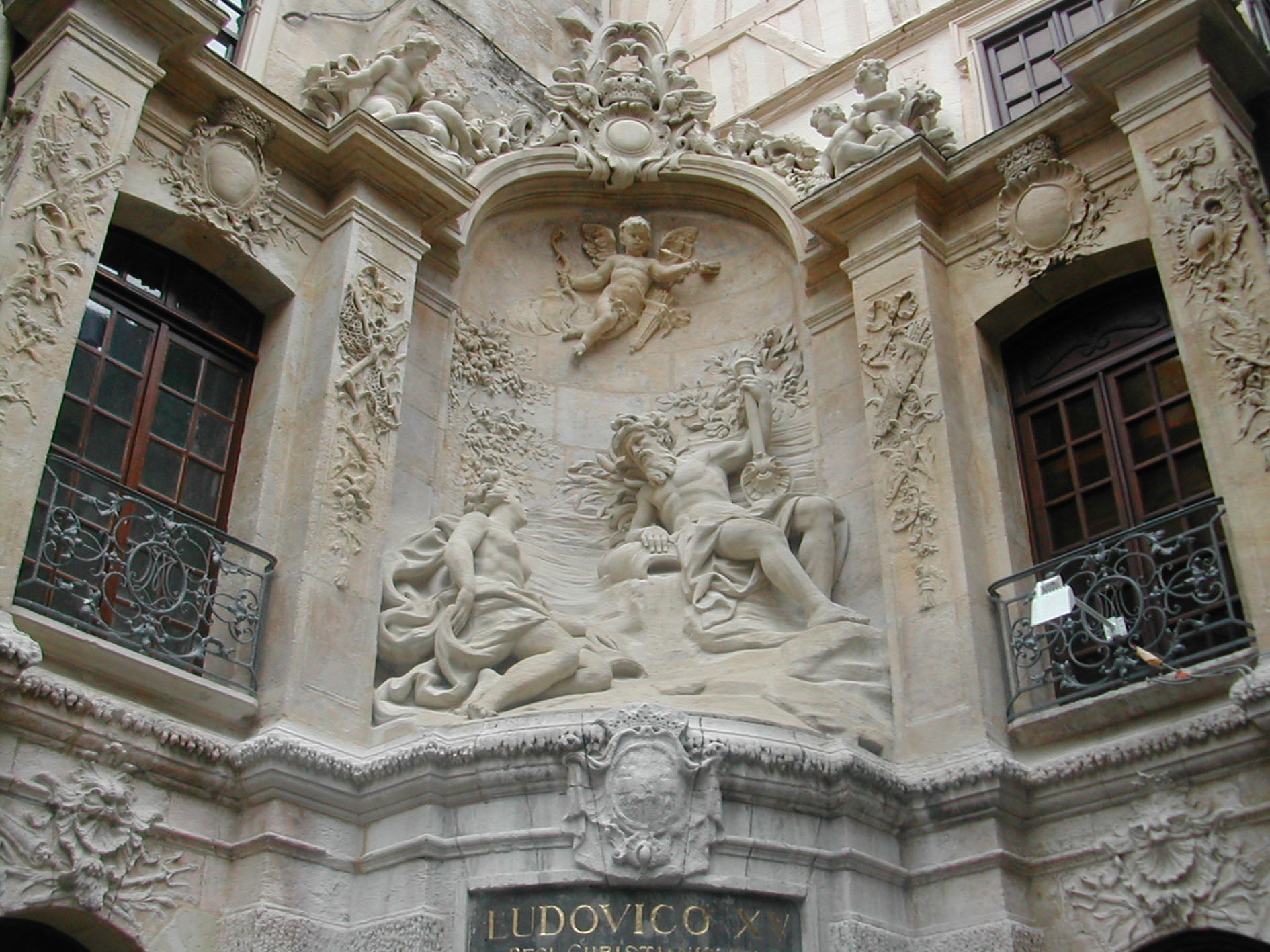
La fontaine du Gros-Horloge de Rouen par Defrance - 1731

## Biographie
Fils de Jean Defrance, tourneur sur bois et de Catherine Beaufour, Jean-Pierre Defrance naît près de la porte Guillaume-Lion, sur la paroisse Saint-Maclou où ses parents s’étaient unis le 20 août 1690.

C’est probablement dans l’atelier de son père, que Defrance s’initie à la sculpture car il est qualifié de « maître peintre-sculpteur-doreur » lors de son mariage, le 25 février 1718, avec Catherine Le Mirre : 

« 25 février 1718. Jean-Pierre De France [sic], âgé de 23 ans, fils de Jean et de Catherine Beaufour, maître peintre-sculpteur-doreur, demeurant derrière les murs de la porte Guillaume-Lion, et Marguerite Le Mirre, âgée de 22 ans, fille de Charles et de feu Marie-Marthe Malherbe, l’un et l’autre libre de condition pour contracter mariage, ont été solennellement mariés en notre église par discrète personne Messire Nicolas Mesnieres, presbytérien, vicaire de S. Paul-lès-Rouen, avec la permission de M. le curé, après la publication des trois bancs faite en cette église, des deux côtés, qui est leur paroisse de leur naissance, les fiançailles et autres cérémonies de l’église dûment observées sans aucune opposition, présence et du consentement, du côté dudit, de Jean De France, son père, demeurant derrière les murs de la porte Guillaume-Lion, et de Romain Beaufour, son oncle, demeurant rue des Marqueurs ; et, du côté de la dicte, présence et du consentement de Charles Le Mirre, frère de la dite, demeurant rue de l'écu-de-verre, tous lesquels témoins nous ont attesté ce que dessus, et, après lecture à eux faite, ont signé ce dit jour et an. Signé ; Defrance, Marguerite Lemire, J. Defrance, Romain Beaujour, Jacques Lemirre, Le Mire, la marque de Jacques Le Mirre. »

Les actes de baptêmes de ses enfants nous permettent ensuite de suivre les déplacements du foyer : rue du Porche-fourré puis rue du Plâtre, sur la paroisse Saint-Maclou ; rue des Faulx, non loin de là, sur la paroisse Sainte-Croix-Saint-Ouen ; puis sur la paroisse Saint-Godard. Le couple revient ensuite sur la paroisse Sainte-Croix-Sainte-Ouen, mais rue Bourg-l’Abbé cette-fois, dans l’enclos de l’abbaye Saint-Ouen toute proche.
De son mariage naissent plusieurs enfants dont Charles de Beaurepaire a retrouvé la trace :
- Louis-Jean, baptisé à Saint-Maclou le 7 février 1724.
- Marie-Marthe-Madeleine née le 22 juillet 1721, baptisée à Saint-Maclou le 24 juillet suivant.
- Geneviève-Dorothée, baptisée à Saint-Maclou le 19 juin 1725.
- Marguerite-Clotilde, baptisée à Saint-Maclou en 1726.
- Marie-Louise, baptisée à Saint-Maclou en 1727.
- Suzanne-Françoise-Aimée, baptisée le 19 janvier 1727 et décédée le 10 novembre 1738.
- Marie-Catherine, baptisée le 19 mars 1738 à Sainte-Croix-Saint-Ouen.
- Marie-Sophie, baptisée le 4 novembre 1731 à Sainte-Croix-Saint-Ouen.

À partir de 1748, et durant quelques années, on retrouve le sculpteur en résidence à Paris où a lieu son second mariage, avec Marie-Jacob-Thérèse d’Orgherviel, alors veuve en secondes noces de Pierre-Martin Carbon.
Jean-Pierre Defrance meurt le 22 mars 1768, à l’âge de 74 ans, et est inhumé dans l’église Sainte-Croix-Saint-Ouen.
Sa veuve le rejoint deux ans plus tard.

## Defrance, l'architecte
Nommé officiellement « expert-juré des bâtiments, prieur et arpenteur pour la ville et le bailliage de Rouen », le 13 juillet 1744, Jean-Pierre Defrance travaille dans cet office, aux côtés de Pierre Le Brument, dont le fils Jean-Baptiste devait, par un coup du sort, le supplanter en tant qu'architecte de l’abbaye de Saint-Ouen et bâtisseur de l’église de la Madeleine, l’un des rares édifices religieux rouennais, de style classique. L'architecte dispose alors d'une maison, rue Bourg-l'Abbé (où il mourra), et fournie par les religieux pour en jouir, « ainsi que la dame son épouse, pendant leur vie ». Au décès de la veuve de Defrance, les abbés disposeront de la maison en faveur de Jean-Baptiste Le Brument, qui travaillait déjà auprès de Defrance contre 300 livres par an, et qui fut considéré comme le véritable architecte de l'édifice. Ce choix indisposera Gravet, autre architecte, fils de la veuve de Defrance d’un premier mariage, et donnera lieu à un factum qu’il fera paraître contre eux.
Il semble que Defrance travaille rapidement avec son fils Louis, qui est qualifié d’architecte et domicilié avec son père, rue des Faulx, le 30 mai 1745.
En sa qualité d’expert-juré des bâtiments, l'artiste se voit confier le dressage de divers procès-verbaux et devis de réparations. Ainsi, œuvrant près de Dieppe dès 1731, il fait restaurer l’église de Cressy-en-Normandie (non loin de Bellencombre), celle de Crasville-la-Rocquefort en 1742 avant d’opérer directement dans les églises de Rouen.
En 1766, Defrance établit un devis pour la construction de l’église d’Yvetot  ; édifice détruit lors des bombardements de 1944.
À la demande de Joseph François de Malide, évêque d’Avranches, Defrance est dépêché en l’église de Bruquedalle à La Chapelle-Saint-Ouen, le 25 août de la même année 1766. Le bourg dépendait en effet du prieuré de Sigy que le prélat détenait depuis le décès, en 1760, de l'évêque de Lectoure, Claude-François de Narbonne-Pelet.
Mais Defrance officie également dans sa ville natale, démolissant ici pour rebâtir plus solide là. Ainsi, en 1728, le retrouve-t-on à Saint-André-hors-la-Ville, connue à cette époque sous le nom de « Saint-André-de-la-porte-Cauchoise » où, le 20 avril 1728, on lui demande un rapport sur divers travaux.
L'année précédente, il décide du pavage puis, en 1727 du retombage de l’église Saint-Vivien. Il fait également remplacer la croix du cimetière dès 1733. Sept ans plus tard, en 1734, il conseille aux autorités de faire abattre les arcs-boutants des sous-ailes de l’église Saint-Nicolas, initialement destinés à acculer les grandes voûtes du chœur et de la nef qui n’avait point été finalement élevée, « pour quoi lesdits arcs s’étaient lâchés ».
En 1737, à la demande des trésoriers de l'église Saint-Martin-du-Pont, Defrance rédige un devis visant à la démolition du clocher de l'édifice ; travail finalement adjugé à Pierre Le Brument le 18 mai 1739. L'année suivante, il fait confectionner une cloison sur l'une des tribunes qui servait de chambre au Trésor de l'église Saint-Maclou . Trois ans plus tard, en 1740, il est employé à un marché en l'église Saint-Candé-le-Jeune , puis restaure les voûtes, en 1742 à Saint-Candé-le-Vieux, travaux exécutés sous sa direction par Pierre Le Brument.
En 1755, l'église Saint-Godard voit les combles de ses chapelles latérales abaissées de manière « à ce qu’ils s’accordassent avec ceux du chœur et de la nef », ce qui nécessite la démolition d’une partie de la maçonnerie des pignons. Tandis qu'il refait le pavage de l'église Saint-Herbland, Defrance entreprend, en 1747, de redonner à l'église Saint-Jean, une nouvelle sacristie. Après avoir consacré, en l’espace de dix ans, près de 30 000 livres d’embellissement pour leur église, les trésoriers de Saint-Jean, malgré l’embarras de leur finances, décident l’élévation d’une nouvelle sacristie et de restaurer complètement la chapelle des fonts baptismaux, dont la décoration n’était plus en rapport avec celle de l’église.
L'année 1752 voit une visite faite par Defrance du clocher de l'église Notre-Dame-de-la-Ronde, et dont la démolition parait nécessaire, en compagnie d’autres architectes-experts. Il est ainsi décidé que, sous sa conduite, on s’occuperait sans retard du pavage du chœur et qu’on ouvrirait une porte dans le mur au bas de la chapelle Saint-Jean.
On le retrouve également en 1766, effectuant diverses réparations sur l’hôtel de la Comédie, sis rue des Charrettes.

## Defrance, le sculpteur
Bien que Defrance soit principalement connu pour ses décors baroques des édifices religieux de Rouen, il contribua pourtant à se faire connaître par l'embellissement de certains monuments civils.
Mais c'est principalement en 1731 qu'il réalise son plus grand coup d'éclat en voyant agréer par la ville de Rouen son projet pour la construction de la fontaine du Gros-Horloge, le 25 avril 1731.

### La fontaine du Gros-Horloge
« À Rouen, le XVIIIe siècle aima beaucoup les fontaines. […] toute cette grammaire décorative s’est résumée en un chef-d'œuvre, le seul dont le public se préoccupe et qui s'applique au Gros-Horloge. » confie Pierre Chirol…

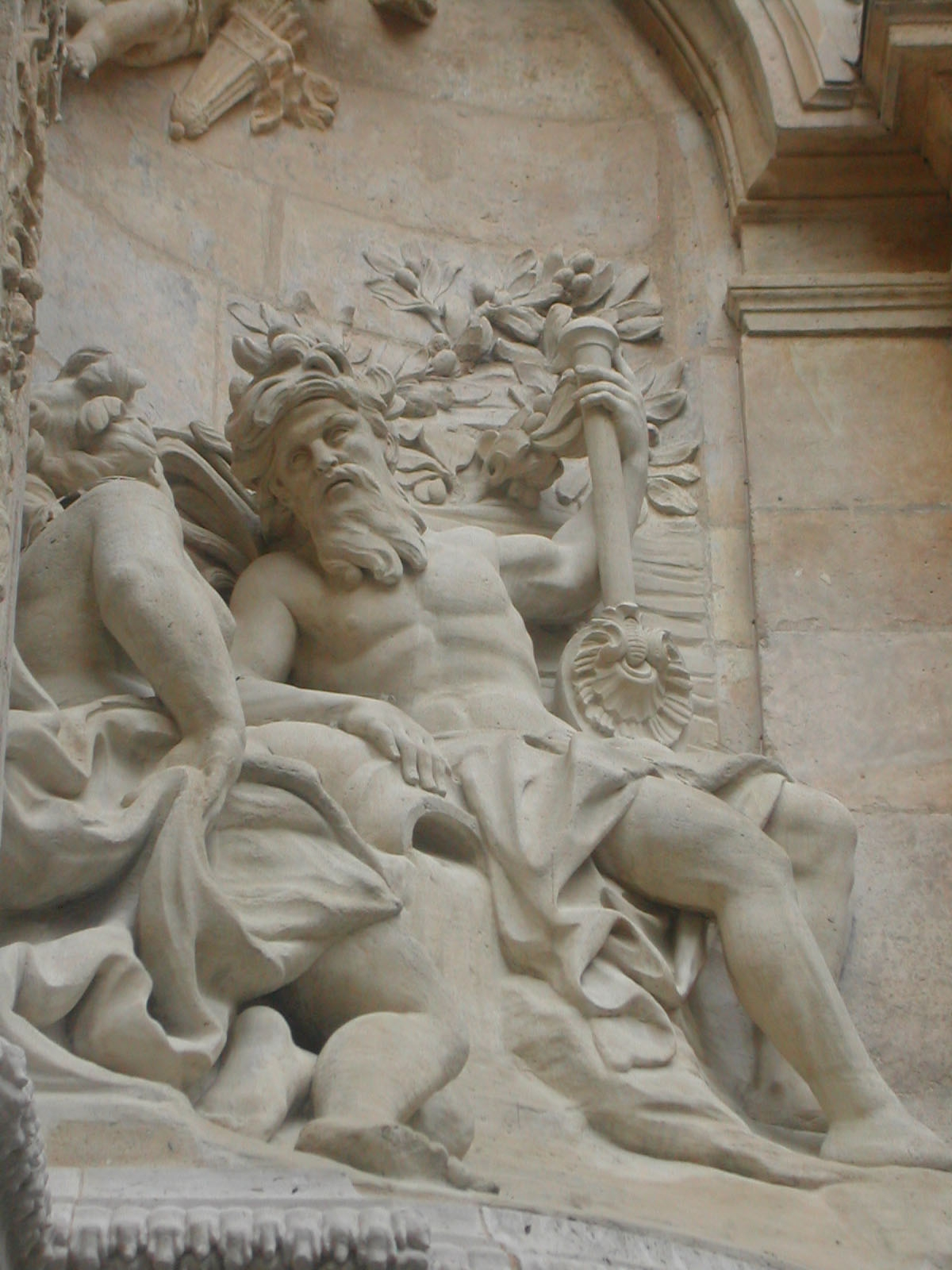
Détail des sculptures de la fontaine du Gros-Horloge de Rouen par Defrance - L'Alphée

Le 27 juin 1728, alors que le duc de Montmorency-Luxembourg vient à Rouen recevoir son poste de gouverneur de la Province de Normandie, le Conseil de la Ville le reçoit avec tous les honneurs, et lui offrent les « présents d'usage » ; soit 3 000 livres « dans une bourse tissue d’or » et 24 bouteilles de vin des Canaries. Matérialisant la générosité que l'histoire lui prêta, le duc rendit la somme en arguant de son désir qu'elle fût consacrée aux besoins de la Ville. C'est ainsi qu'en 1731, on décida, par le biais d'une fontaine, de rendre hommage au généreux donateur et à sa famille. En effet, la tradition rapporte qu'un des premiers Montmorency, nommé Lanicet ou Lisoie, assistant au baptême de Clovis dont il était le favori, se jeta dans le bassin des Fonts aussitôt que le roi en fût sorti, et fut baptisé immédiatement après lui ; d’où le titre de « Premier baron Chrétien » donné au chef de cette famille.
La célébrité de Defrance semble avoir été suffisante pour les échevins de Rouen lui passent commande, le 25 avril 1731, d'une « décoration de Fontaines de la Grosse-Horloge, dans laquelle entrera un groupe de quatre figures qui représenteront un Batesme de Clovis, ensemble celui du premier Baron Chrestien, suivant le dessein qu’il en représentera incessamment » ; l'artiste devant fournir « sous trois semaines un modèle en plâtre pour l’exécution de ladite Fontaine. Le jet de l’eau sera un Monstre marin à trois têtes, en bronze, comme aussi les armes de M. le gouverneur et y joindre celles du Roi, de la Ville et de la Province en haut du fronton, et table convexe de marbre noir, gravée en lettres d’or ». 2 500 livres furent allouées au projet qu'on souhaita voir achevé entre mai et novembre 1731 ; l'inauguration devant avoir lieu pour la clôture de la Foire Saint-Romain.
Le 3 juillet, Defrance ne s'estime pas satisfait du décor et propose quelques adjonctions qui portent le total de l'opération à 5 000 livres : « comme de l’augmentation d’un Génie Français, avec sa corne d’abondance au-dessus de l’Hydre, le tour de bronze ; de deux balcons de fer ornés et dorés aux deux fenestres du second étage ; d’un haut-vent en forme de domino au-dessus de l’ouvrage, couvert d’ardoise et plafonné au-dessous ; de toute la sculpture et figures ou statues de la dite décoration, conforme au modèle en plâtre de présent à l’Hôtel-de-Ville, qui seront toutes dorées, ainsi que toutes les armoiries et autres ornements ». Il semble que les échevins souhaitèrent tout de même recevoir l'avis d'un homme lettré en la personne de Claude Gros De Boze, intendant des Devises et Inscriptions des édifices royaux, Garde des Médailles du Cabinet de Sa Majesté, l’un des Quarante de l’Académie française, Membre honoraire de l’Académie royale de peinture et de sculpture et enfin Secrétaire perpétuel de l’Académie des inscriptions et belles-lettres.
Le 26 janvier 1732, il répond ainsi ironiquement aux autorités de la ville de Rouen en leur annonçant que le sujet du baptême de Clovis n'est pas des plus appropriés :

« Il est certain que le Baptême de Clovis, et la circonstance hasardée de celui de Lanicet, son favori, avec des armoiries qu’on ne connaissait point en ce temps-là, et que la maison de Montmorency n’a prises que sept à huit cents ans après, était au fond un sujet peu convenable à la décoration d’une fontaine, et que loin de pouvoir être raisonnablement joint à un édifice profane, élevé au milieu d’un marché ou autre place publique, il aurait à peine pu être mis, comme un tableau de dévotion dans l’église métropolitaine de Reims, où Clovis, instruit des vérités du christianisme, reçut le baptême et les onctions sacrées par les mains d’un saint évêque. »

Il poursuit en proposant plutôt la représentation d'un des épisodes des Métamorphoses d'Ovide : la fable d'Alphée et d'Aréthuse. La symbolique du fleuve y paraîtra plus évidente selon lui.
Eustache de La Quérière nous décrit ainsi l'ensemble de la sculpture, qui, en 1864, avait encore gardé des traces de dorure :

« Alphée et Aréthuse, représentés de grandeur naturelle sont couchés chacun près de l’une des rives bordées de roseaux et de fleurs, entre lesquelles coulent les eaux qui les séparent. Penchés sur leurs urnes, ils se regardent avec tendresse. L’Amour qui va les unir, voltige sur leurs têtes et leur lance un de ses traits. L’architecture qui encadre cette scène est une œuvre de décoration remarquable où la dorure a été prodiguée. Elle offrait, à cause de la disposition des lieux, d’assez grandes difficultés d’exécution qui ont été surmontées avec bonheur. Les façades latérales des deux maisons qui forment l’encoignure dont la fontaine occupe l’angle, ont été fort heureusement ajustées pour entrer dans la composition du monument. Ces façades sont ornées de pilastres. Les assises de leur soubassement sont alternativement unies ou sculptées en bossages revêtus de glaçons. Les dosserets sont chargés de carquois, d’arcs, de coquillages, d’attributs de la pêche et de la navigation rassemblés en trophées. Les entablements présentent des groupes d’enfants jouant dans des roseaux, sous des attitudes variées : l’un soulève un dauphin, un autre tient un cygne entre ses bras. Les clefs des fenêtres des maisons portent, soit des écussons où étaient gravées les Armes de Rouen et de la Normandie, soir des coquillages posés sur un trident et une rame. Les deux retours d’équerre sont liés par l’encadrement en forme de niche et par le socle du tableau principal d’Alphée et d’Aréthuse. Cet encadrement, formé de stalactites, est clos à son somment par la voussure de la niche qui porte l’écusson destiné aux Armes de France. Le socle en arc de cercle saillant et d’ordre toscan, donne passage à un robinet qui verse l’eau dans une vasque de pierre. Au-dessus des robinets, est fixée la plaque de marbre chargée de l’inscription et, au-dessus de la plaque, sur la corniche, l’écusson des Montmorency. »

La dédicace, en effet, avait été composée par Gros de Boze pour être inscrite dans un cartouche de marbre noir.
Son auteur en avait expliqué le sens dans sa lettre aux échevins de Rouen, où la raison semblait l'emporter sur la condescendance :

« Cette inscription, au reste, vous paraîtra d’abord ne pas renfermer tous les titres de M. le duc de Luxembourg ; mais ce détail, poussé trop loin, serait plutôt un défaut qu’une beauté ; car en fait de qualités, les grandes supposent les petites, et les petites dépriment les grandes : on a jugé de même qu’il était plus que inutile d’expliquer précisément que l’argent que vous avez employé à cet édifice provenait des 3 000 livres qui lui avaient été présentées et qu’il avait refusées, parce que, d’un côté, cet objet est trop mince pour le faire valoir nommément dans une inscription, qui peut et doit donner une idée plus générale et plus étendue de sa magnificence, que d’ailleurs vous pouvez avoir employé plus ou moins, et qu’enfin il doit être plus flatté des titres d’Amantissimus et Munificentissimus que de toute autre expression qui en restreindrait l’idée. »

Agréée par le Conseil assemblé le 31 janvier 1732, la nouvelle iconographie est donc exécutée d'après un dessin de Louis de Boullogne, alors premier peintre du Roi et directeur de l'Académie Royale.
Le 13 août 1733, Defrance accepte le marché, moyennant 5 700 livres.
Les Échevins, considérant les mérites de Defrance, lui concèdent une prise d’eau pour l’usage de sa maison de la rue des Faulx.

## Les grands décors des églises de Rouen
Malheureusement tous disparus aujourd'hui ou disloqués et déplacés, les grands décors baroques dont Defrance habilla les églises de Rouen firent sa réputation. Bien entendu, on ne manqua pas de lui reprocher cet « habillage » qui masquait la pureté des lignes de la pierre.
Ainsi, Charles Le Carpentier, juge-t-il avec sévérité les travaux de Defrance à Saint-Vincent : 

« Les piliers qui forment le pourtour du chœur furent décorés, il y a plusieurs années, d’ornements et cartouches dorés, d’après des dessins de l’architecte M. Defrance. Le mauvais goût de ces ornements indique bien l’époque du milieu du XVIIIe siècle, où cette partie des arts était encore négligée en France avant que des artistes habiles l’eussent ramenée aux belles formes et au véritable goût puisé dans l’antique, tels qu’ils s’exécutent aujourd’hui dans tous nos monuments publics et même sur nos meubles, même les plus communs. »

### 1719: église Saint-Jean
Dès 1709, les trésoriers de la paroisse Saint-Jean-sur-Renelle avaient décidé de remplacer la contre-table et le tabernacle exécutés par le sculpteur rouennais Michel Lourdel (1577-1673) en 1616 et qui, par leur vétusté, « étaient tout noirs et dépouillés des ornements qui faisaient autrefois leur beauté, de manière qu’il n’y avoit pas dans tout Rouen un autel en si mauvais ordre ». On a alors recours à différents avis en forme « concours » sollicitant en même temps Domp de Troyes (un feuillant), le frère Antoine (un Capucin), et de Defrance. C'est une autre haute figure de l'urbanisme rouennais, Jean-Jacques Martinet, « entrepreneur des ouvrages du Roy » qui eut à se prononcer en faveur d'un des candidats. Il choisit le projet présenté par Defrance dont les ouvrages de maçonnerie furent adjugés à Barjolle, architecte-entrepreneur, sous la direction de leur auteur. À défaut des colonnes de marbre de Rance provenant des pères Théatins de Paris, on établit un marché avec le marbrier parisien Dropsy pour faire venir du pays de Rance quatre nouvelles colonnes en marbre. Le 18 octobre 1719, on décida finalement que « pour la contre-table de l’autel du chœur, on s’en tiendra au dessin de Defrance ». La première pierre du nouvel autel fut posée le 27 février 1720 par François Le Seigneur de Reuville. Cet « autel », lisons-nous dans l’Histoire de Rouen, « est bâti à la moderne, d’un très bon goût ». Dans le même temps, en 1720, Defrance avait demandé qu’on lui cédât les « quatre statues de pierre qui étaient au haut des quatre piliers du fond du chœur », ce qui lui fut accordé. Peut-être avait-il l’idée d’une réutilisation ? L’établissement dans le chœur de 58 stalles sur deux rangs, le pavage du chœur en marbre et pierre de liais, de toute l’église en pierre de liais, la réédification des deux chapelles, ne coûtèrent pas moins de 60 000 livres et le tout est achevé sous la conduite de Defrance. Le 20 novembre 1721, il conclut un marché pour faire blanchir la couronne de la contre-table et dessine les nouvelles grilles du chœur en 1742. Cette dernière création prenait place dans une vague d'embellissements qui, à l'aube de cette seconde moitié du XVIIIe siècle vit l'édification de fonts baptismaux audacieux. Defrance s'était déjà essayer à cet exercice à Saint-Michel en 1731, à Saint-Candé-le-Vieux en 1740, à Saint-Nicolas  en 1742, avant de réitérer l'expérience à Notre-Dame-de-la-Ronde en 1756. Ainsi, le 22 février 1742, 4000 livres sont allouées à la nouvelle cuve des fonts et à sa décoration. Quelques mois plus tard, le sculpteur est de nouveau sollicité pour améliorer encore l'effet. Il fournit trois projets dont nous avons gardé la trace : Le premier proposait « deux palmiers garnis de guirlandes, placés aux deux côtés de la vitre de la chapelle, [qui] devaient former par l’extrémité de leurs branches, vers la voûte, un baldaquin du milieu duquel descendait la colombe tenant à son bec la phiole ou boette renfermant les saintes huiles ». Le bas-relief figurant le « Baptême de Notre-Seigneur » proposé initialement par Defrance, devait être remplacé par une tablette de marbre noir, avec des ornements de sculpture dorés et une inscription décrivant le sujet. Le second dessin imaginait « deux colonnes partant de dessus le lambris, dont les panneaux seraient ornés d’attributs de sculpture en relief ; du chapiteau de ces colonnes s’élèverait un plein cintre, sur le front duquel seraient posés des chérubins avec un nuage ». Quant au troisième, sensible au précédent, il était exempt de toute sculpture. C'est finalement le premier projet qui remporta les suffrages mais la cuve de marbre blanc, sculptée en 1709 par le sieur Ricouard, et que Defrance avait prévu d'habiller, ne parut sans doute pas assez riche aux trésoriers de Saint-Jean puisqu’elle fut remplacée par une autre en marbre, de forme ovale, portée par quatre consoles sculptées de la même masse et surmontée d’un couvercle de cuivre doré.

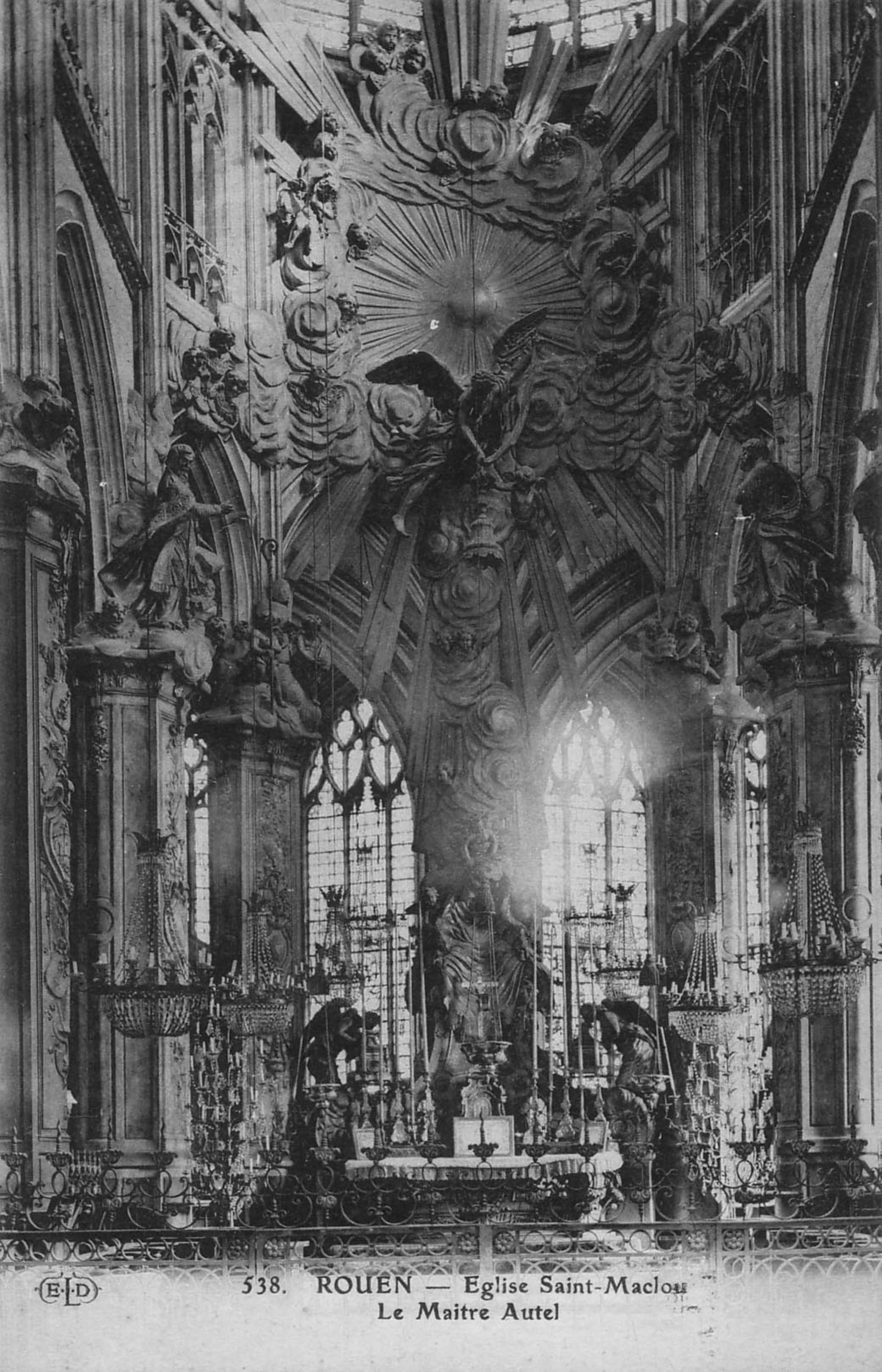
Ancien décor de l'église Saint-Maclou de Rouen par Defrance et Calais - Détruit en 1944

### 1727 - 1735: église Saint-Maclou
Avec celui de l'église Saint-Vincent, le décor du chœur de l'église Saint-Maclou est l'un des chefs-d'œuvre de Defrance. Dès 1716, les paroissiens de Saint-Maclou protestaient contre l'absence de visibilité des célébrations et la présence imposante du jubé. Comme de nombreuses églises avant lui, l'édifice subit le même sort. Cependant, l'instabilité financière générée par la banqueroute de Law fit traîner les choses. En 1726, le menuisier Mathieu Le Carpentier construit de nouvelles stalles et Defrance propose alors de rapprocher l’autel des fidèles en le transposant au bas du chœur, « à la romaine ». Son avis n'est finalement pas retenu mais il achève la décoration de son confrère par un beau pavage « en marbre jaspé et noir » l'année suivante. C'est alors qu'on s’aperçoit que le pavage du chœur est de deux pouces plus haut qu’il n'aurait du. Un procès est intenté par Defrance contre les récriminations qui lui sont faites et ce n'est que contre 400 livres qu'il se désiste de l’action qu’il avait intentée au bailliage contre les trésoriers. Le 2 mai 1728, il est décidé que le chœur serait abaissé de huit pouces et mis au niveau avant que le 22 août, il soit déclaré être « dans la perfection ». Malgré une nouvelle proposition qu'il fait en 1728 d'un dessin pour une nouvelle contre-table, il faudra attendre le 29 décembre 1735 pour qu'une délibération ait lieu pour définir l'artiste qui remportera le marché. Defrance n'est pas retenu et ce n'est que deux ans plus tard que le curé, M. de Captot, offrit de faire élever à ses frais, sur les dessins de Jean-Sylvain Cartaud (1675-1758), un nouveau maître-autel. Il est vrai qu'il venait d'obtenir pour Saint-Maclou, et grâce aux libéralités de Mgr de Fitz James, grand vicaire de l’Archevêque de Rouen, « le corps entier de Saint Vérécond, avec une fiole de son sang et le Pro Christo de son martyre ». Ici s'arrêtait la collaboration de Defrance.

### 1728: église Saint-Étienne-des-Tonneliers
Dès 1728, Defrance établit les plans d’une contre-table pour l'église Saint-Étienne-des-Tonneliers, célèbre pour les miséricordes de ses stalles, à l'image de la puissante confrérie des tonneliers. Ce n'est que le 18 août 1754 que l'architecte reviendra à cette église avec un plan pour la reconstruction de la chapelle de la sainte Vierge suivi par un autre devis pour la contre-table du grand autel le 10 avril 1756.

### 1731: église Saint-Michel
Cette année-là voyait l'établissement d'un devis pour des ouvrages de pierre, serrurerie, menuiserie, sculpture pour la décoration des contre-tables du chœur, des chapelles de la Vierge et du Saint-Esprit : « Sur l’autel et la contre-table du chœur il convient de faire un gradin de marbre de Rance, de 8 pouces de hauteur dans l’architrave des premiers piédestaux, lequel gradin aura de largeur de 15 à 16 pouces. Au-dessous de la bordure du tableau sera fait, de menuiserie, un contre-autel avec ornement de sculpture en bas-relief de la Fraction du pain par J.C., enfermé dans un cartouche des plus riches. Au-dessus du dit cartouche sera élevé en saillie des palmiers mêlés de branches d’olivier, soutenus par deux anges pour faire le couronnement de la dite Exposition » et ceci pour 125 livres. La même année, Defrance fournit un modèle pour un changement à faire à la contre-table ainsi que celle de la chapelle du Saint-Esprit à construire d’après son modèle . La chaire de Saint-Michel, transférée à l'église Saint-Vivien depuis 1791, est l’œuvre de Claude Le Prince qui, en 1743, orna le Palais de Justice de sculptures et fit les travaux de décoration de la porte Guillaume-Lion. Elle date de 1732, sa menuiserie fut faite par Mouard. Le 9 juillet 1734, Le Prince informait le trésorier « que la chaire était prête à être livrée et qu’il était nécessaire de faire faire la ferrure de la porte et les boulons de fer pour sceller les pieds dans le pavage ». On monta la chaire en dehors de l’église et on la fit visiter par Defrance qui certifia qu’elle était conforme au dessin et devis.

### 1738: église Saint-Nicolas
On sollicite ainsi Defrance, en 1738, pour un dessin d'une nouvelle contre-table du chœur de l'église Saint-Nicolas. Même si l'on n'en a pas retrouvé la trace formelle, de nombreux historiens pensent que l'on doit au même sculpteur le cintre qui soutenait le crucifix de la nef, ouvrage considéré alors, comme un chef-d’œuvre du genre. La première contre-table datait de 1579. Œuvre du peintre et sculpteur Gilles Doudement, elle était en bois, assise au maître-autel et présentait plusieurs histoires dont une de la Résurrection de N. S. Jésus-Christ. On commanda alors à Étienne Mazeline une nouvelle pièce pour 700 livres dès 1652, décorée cette fois-ci d’un tableau figurant l’Ascension. Celle de Doudement fut vendue au curé d’Ectot-l'Auber pour 144 livres. Les quatre tableaux commandés à Pierre Le Tellier en 1656 et placés de chaque côté de l’autel sont actuellement conservés au musée des beaux-arts de Rouen. On sait qu'au cours du XVIIIe siècle, le curé de la paroisse, Guillaume-Robert-Philippe-Joseph Gau de Beaumont fit faire au chœur « une décoration appropriée au goût du temps ». Serait-elle de Defrance ? Naillon n’en parle pas. Par contre, il nous dit qu’en 1728, on fit mettre à bas la ceinture du chœur, dont le jubé et son escalier construit en 1442 par Jean Roussel. Le jubé fut remplacé par un cintre de bois richement décoré sur lequel on plaça un crucifix. Naillon contredit cependant Dubosc et attribue le cintre au sculpteur Claude Le Prince. L’autel, par contre, fut orné de sculptures d’un genre classique et, au-dessus du tabernacle, au milieu d’un trophée en forme de nuage, on suspendit un ange qui tenait une couronne. Cette description correspond aux compositions typiques de Defrance… Naillon poursuit d’ailleurs en mentionnant les portes de fer et en fonte qui furent commandées, pour clôturer le chœur, au serrurier Papillonet et au sculpteur Marie, sous la direction de…  Defrance !

### 1756: église Saint-André-de-la-Ville
En 1756 est établi un « devis des ouvrages de maçonnerie, menuiserie, marbrerie, sculpture, serrurerie et bronze qu'il convient de faire pour la décoration de la contre-table du principal autel de l'église Saint-André-de-la-Ville, en conformité du plan et élévation qui en ont été dressés par le sieur Defrance, architecte » pour un total de 9 000 livres. Selon Eustache de La Quérière, c'est en 1742 que la contre-table avait été commandée à Defrance, en même temps que trois tableaux au peintre Jean-Baptiste Deshayes, et représentant le Martyre, la Flagellation et la Sépulture de saint André. Ce dernier tableau était placé à droite de l'autel, du côté de la chapelle de la Vierge. Eustache de La Quérière nous rapporte ensuite qu'en 1862, la dernière toile avait été attribuée à l'église Saint-Nicaise et les deux autres au musée de Rouen après la suppression de la paroisse Saint-André.

### 1760: église Sainte-Croix-Saint-Ouen

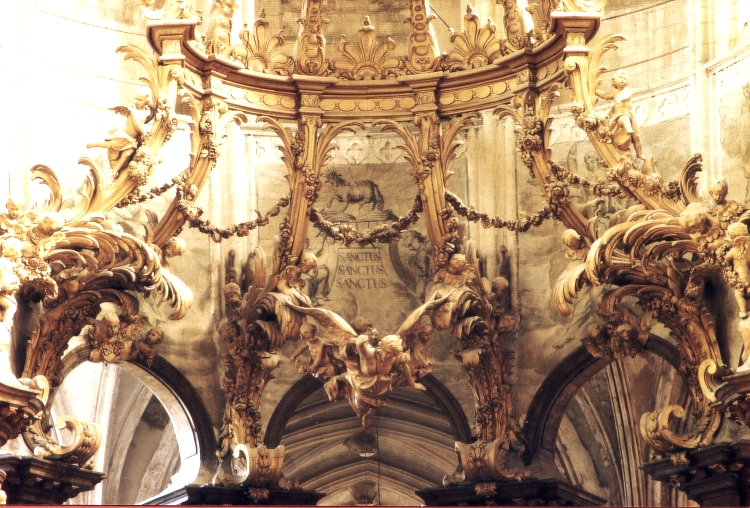
Baldaquin de l'abbaye de la Trinité de Fécamp

En cette seconde partie du XVIIIe siècle, est lancée la reconstruction du portail de l'église Sainte-Croix-Saint-Ouen qui deviendra la paroisse de Defrance. Le portail qui lui est commandé, de style classique avec fronton et pilastres, sera démoli une trentaine d’années plus tard, mais il nous est connu que par une gravure titrée : « Élévation du portail de Sainte-Croix-Sainte-Ouen de la composition du sieur De France, architecte, sous sa direction actuelle, 1761. Dédié aux seigneurs magistrats, propriétaires et paroissiens de Sainte-Croix-Sainte-Ouen par les sieurs curé et thrésoriers de ladite paroisse ».

## Autres sites
Aussi spectaculaire qu'élégant, le baldaquin de l'autel de l'église de l'abbaye de la Trinité de Fécamp, toujours en place et édifié par Defrance en 1748 témoigne encore aujourd'hui de la hardiesse de son invention.
On y retrouve les palmiers chers au sculpteur, les chérubins fessus, la suspension qui suivent l'élévation des piliers et se rejoignent sous les voutes aériennes.